# 달성 대견사지 삼층석탑
달성 대견사지 삼층석탑(達城 大見寺址 三層石塔)은 대한민국 대구광역시 달성군 대견사지에 있는, 남북국 시대 신라의 삼층석탑이다. 1994년 4월 16일 경상북도의 유형문화재 제284호로 지정되었다가, 1995년 5월 12일 대구광역시의 유형문화재 제42호로 재지정되었다.

## 개요
비슬산 중턱의 옛 절터에 남아 있는 탑이다.
높은 벼랑 끝에 서 있는 이 탑은 2층 기단(基壇) 위에 3층의 탑신(塔身)을 올린 모습으로, 절내의 여러 석재들과 더불어 쓰러져 있던 것을, 1988년에 겨우 복원한 것이다. 일반적인 탑과 달리 절벽의 높은 바위를 바닥돌 삼아 그 위로 기단과 탑신을 올려놓았다. 기단과 탑신의 몸돌에는 모서리마다 기둥모양의 조각을 둔 것 외에는 거의 꾸밈을 하지 않아 소박하다.
만들어진 시기는 절의 창건과 때를 같이하는 9세기 통일신라시대로 추측된다. 오랜 세월 무너져 있었으면서도 당당함을 잃지 않고 오히려 주변 산세를 다스리고 있는 듯한 위엄이 우러난다.

## 대견사지
대견사의 창건시기는 구첵적으로 알 수 없으나 신라 헌강왕 대에 이루어졌다고 한다. 또한 사명 유래는 당 문종과 관련된 이야기가 전한다. 문헌기록은 조선시대의 왕실자료와 지리지 등에서 확인된다. 15세기 왕실자료인 태종실록과 세종실록에는 대견사의 석조관음상에 대한 이야기가 실려있다. 이후레 간행된 문헌에는 사찰의 위치와 창건에 대한 이야기가 반복되며, 18세기 후반의 지리지부터는 사찰에 대해 "영무"(令無),"영폐"(令廢)로 기록되어 있다. 특히 영남읍지와 현풍군읍지에 의하면 사찰에 구층석탑이 있고, 1592년에 사찰 건물이 무너졌다고 한다. 이와 같은 내용에 의하면 대견사는 9세기에 창건되어 석조관음상과 구층탑을 봉안하였으며, 16세기 전반까지는 사세가 유지되었던 것으로 추정된다. 이후 1900년에 영친왕의 즉위를 축하하기 위하여 이재인이 중창하였으나 1909년에 다시 폐사되었다고 한다.
일제강점기 조사자료에 의하면 사지에는 통일신라시대에 조성된 삼층석탑과 오층석탑, 마애불이 있다고 하였으나, 조선보물고적조사자료에는 석탑 1기와 석불 1구만 보고되어 있다. 이후 1997년 자료에는 석축, 석렬, 우물지와 도괴어 있다가 복원된 석탑, 추정 배례석, 연화대석, 마애범라분 등이 보고되어 있다. 사지는 달성군의 정비복원사업의 일원으로 2002년에 시굴조사가 이루어졌고, 당시 조선시대 건물지 6동과 연화대좌, 납환 2점, 명문 막새편 등이 확인되었으며, 2014년에 복원사업이 진행되었다.

## 현지 안내문
비슬산 주봉인 천왕봉에서 남쪽으로 약 2km, 해발 약 950m에 위치한 이 탑은 중국 당나라의 황제가 절을 짓기 위하여 명당을 찾아 헤메다 9세기 신라 헌덕왕 때 이곳 비슬산에 터를 잡아 절과 삼층석탑을 건립하고 대국에서 본 절이라하여 대견사라 이름지었다는 전설이 있다. 절을 처음 세웠을 때는 9층탑(또는 6층탑)이라 전해지기도 한다. 
이 탑은 일반적인 탑과 달리 절벽의 바위를 바닥돌로 하고 그 위에 2층 기단의 3층탑을 세웠다. 하층 기단에도 양쪽 모서리 부분과 가운데에 기둥무늬를 돋을새길했고, 윗층 기둥돌과 몸돌에도 양쪽 모서리에만 기둥무늬를 돋을새김했을 뿐 별다른 꾸밈이 없어 소박하다. 전체적으로 보면 탑 모양이 가늘고 높게 올라가 상승감이 있다. 이 탑은 절의 창건과 같이 하는 통일신라 후기(또는 고려 전기)에 제작된 것으로 보인다. 
현재 절은 임진왜란 때 허물어져 버리고 빈터에 주춧돌과 석축만이 남아 있으며 삼층석탑도 허물어져 있는 것을 달성군에서 1988년도에 높이 3.67m의 3층탑으로 복원하여 오늘에 이르고 있다.

## 참고 자료
- 대견사지삼층석탑 - 국가유산청 국가유산포털